# Chwaszczyno (gromada)
Chwaszczyno – dawna gromada, czyli najmniejsza jednostka podziału terytorialnego Polskiej Rzeczypospolitej Ludowej w latach 1954–1972.
Gromady, z gromadzkimi radami narodowymi (GRN) jako organami władzy najniższego stopnia na wsi, funkcjonowały od reformy reorganizującej administrację wiejską przeprowadzonej jesienią 1954 do momentu ich zniesienia z dniem 1 stycznia 1973, tym samym wypierając organizację gminną w latach 1954–1972.
Gromadę Chwaszczyno  z siedzibą GRN w Chwaszczynie utworzono – jako jedną z 8759 gromad na obszarze Polski – w powiecie wejherowskim w woj. gdańskim na mocy uchwały nr 26/III/54 WRN w Gdańsku z dnia 5 października 1954. W skład jednostki weszły obszary dotychczasowych gromad Chwaszczyno i Osowa oraz obszar obrębu Kolonia (karta mapy 2 i część obszaru z karty mapy 3) z dotychczasowej gromady Kolonia ze zniesionej gminy Chwaszczyno w powiecie wejherowskim, ponadto obszar dotychczasowej gromady Tuchom (bez osiedla Nowy Tuchom) ze zniesionej gminy Banino w powiecie kartuskim w tymże województwie. Dla gromady ustalono 24 członków gromadzkiej rady narodowej.
1 stycznia 1960 do gromady Chwaszczyno włączono obszar zniesionej gromady Wiczlino w tymże powiecie.
Gromada przetrwała do końca 1972 roku, czyli do kolejnej reformy gminnej.